# Типсу (озеро)
Типсу (англ. Tipsoo Lake) — небольшое горное озеро на перевале Чинук в Каскадных горах, на территории национального парка Маунт-Рейнир в штате Вашингтон, США.

## Гидрология и гидрография
Расположено на высоте около 1600 метров над уровнем моря, глубина озера до 1,8 метра, площадь поверхности около 1,5 или 2 гектаров. Котловина озера имеет ледниковое происхождение. Водосборный бассейн Типсу составляет 54,75 гектаров, из озера вытекает ручей Чинук — приток реки Оханапекош.

## Растительность и животный мир
Озеро является безрыбным по естественным причинам. Однако в начале XX века Типсу и ряд других озёр горы Рейнир были заселены рыбой, что негативно сказалось на местной водной флоре и фауне. Хотя чужеродные виды (лосось Кларка, микижа, американская палия) были выловлены, даже через 20-30 лет экосистема озёр полностью не восстановилась (по данным 2000 года).
Летом Типсу окружено цветущими субальпийскими лугами с дикорастущими травами. В зимний период идут сильные снегопады, снежный покров держится до июня-июля.

## Туризм
Вокруг озера проложены пешеходные тропы для туристов, посещение открыто в летний период через дорожную трассу SR410. Работы по фотографированию и популяризации озера велись после изменения границ национального парка в 1931 году, когда Типсу оказалось у восточного входа. В 1945 году департамент информации Министерства внутренних дел США включил фотографии Типсу и находящегося рядом озерца Малого Типсу в список 1000 фото, которые должны были тиражироваться и таким образом демонстрировать природное богатство американской нации. А в 2023 году National Geographic на конкурсе «Pictures of the Year» удостоил «почётного упоминания» фотографию озера Типсу и цепочки фонарей альпинистов на горе, сделанную Кентом Уильямсоном.

Галерея
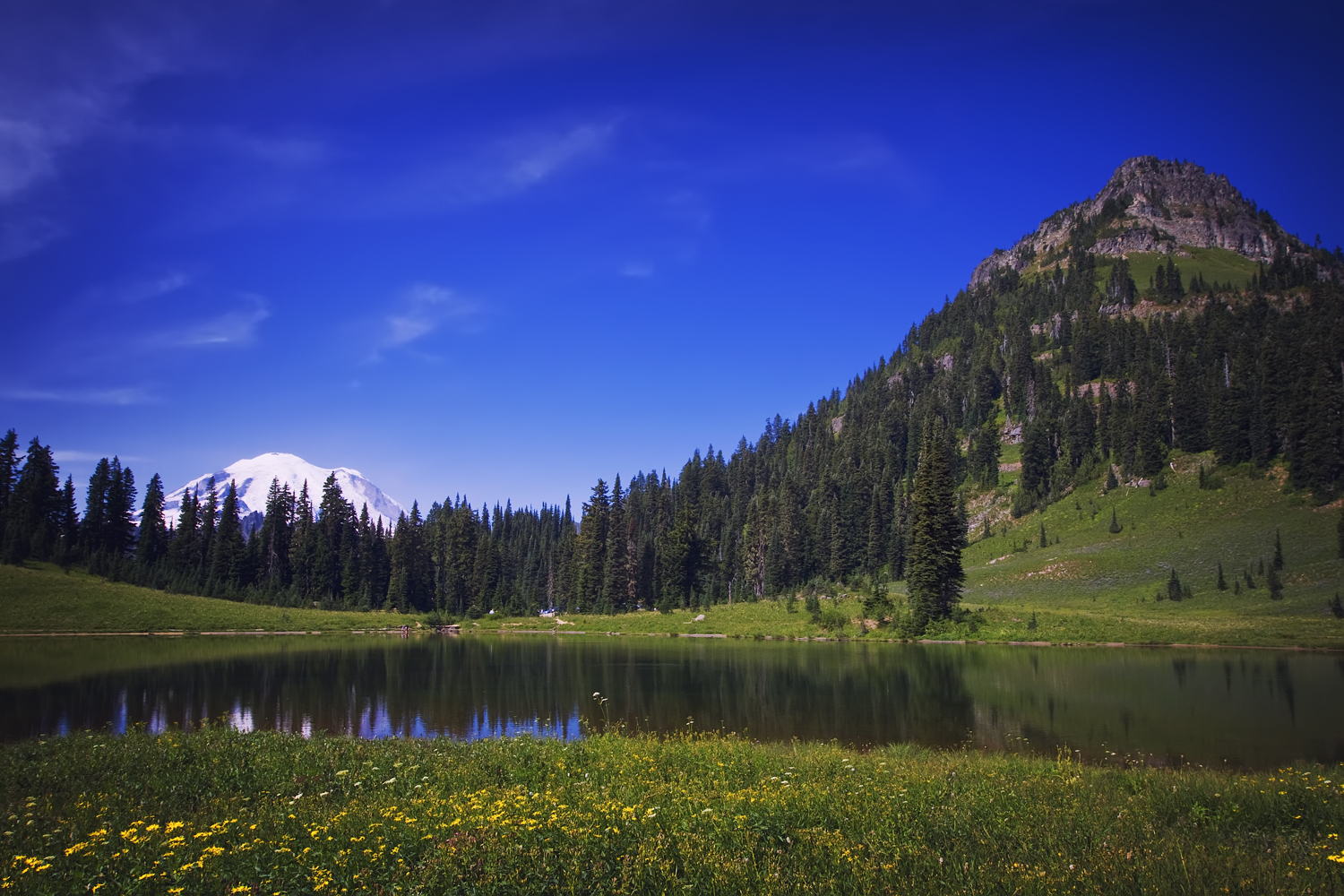
Типсу на фоне Рейнир (слева) и пика Якима[англ.] (справа).
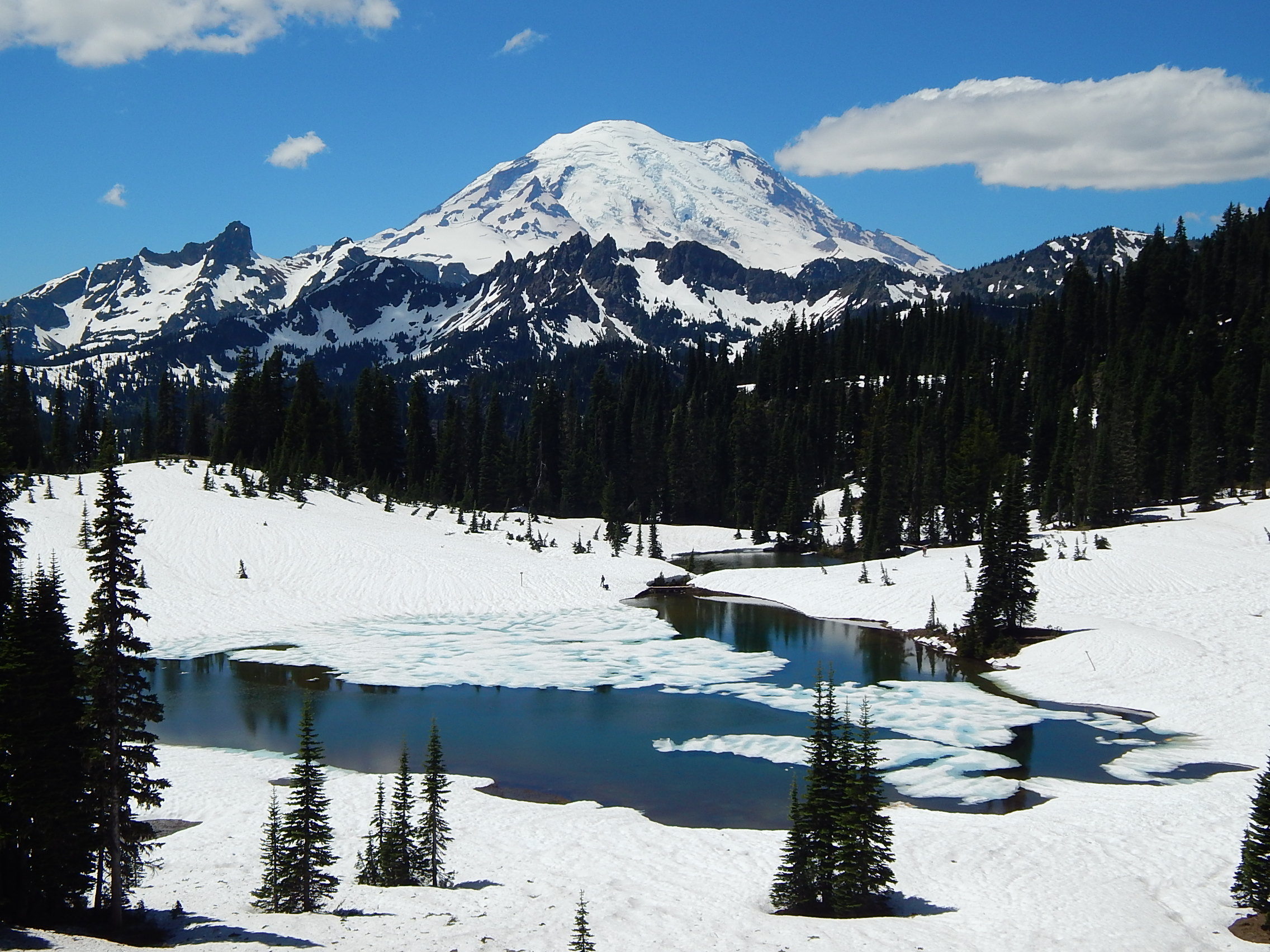
Озеро и гора Рейнир.
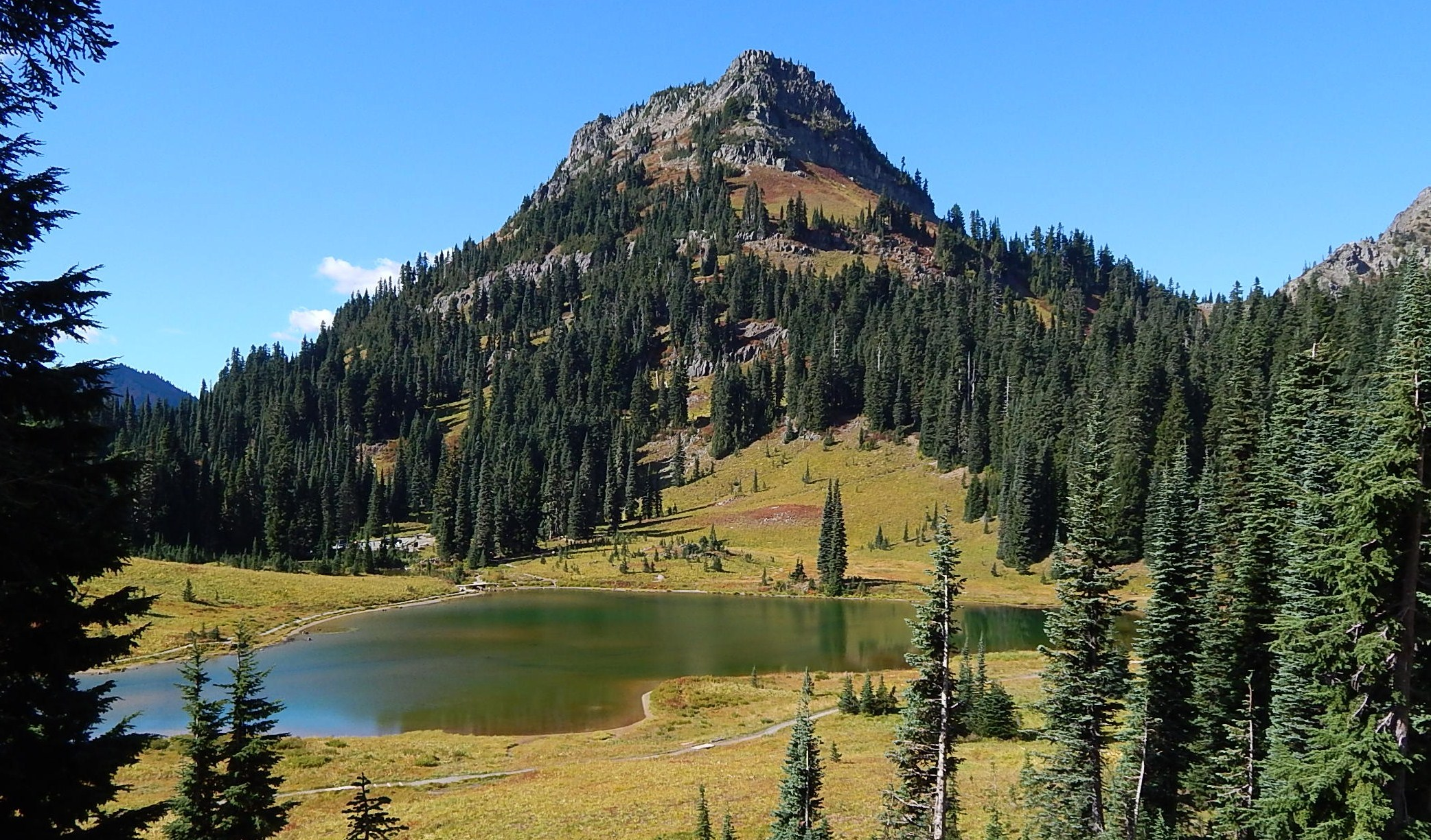
Типсу и пик Якима.